# That's Rich
"That's Rich" (em português: Isso é rico) é a canção que representou a Irlanda no Festival Eurovisão da Canção 2022 que teve lugar em Turim. A canção foi selecionada através de uma final nacional a 4 de fevereiro de 2022. Na semifinal do dia 12 de maio, a canção não constou de entre os dez qualificados, pois terminou a semifinal em 15º lugar com 47 pontos.